# Chancelier impérial (Allemagne)
Pour les articles homonymes, voir Chancelier impérial.

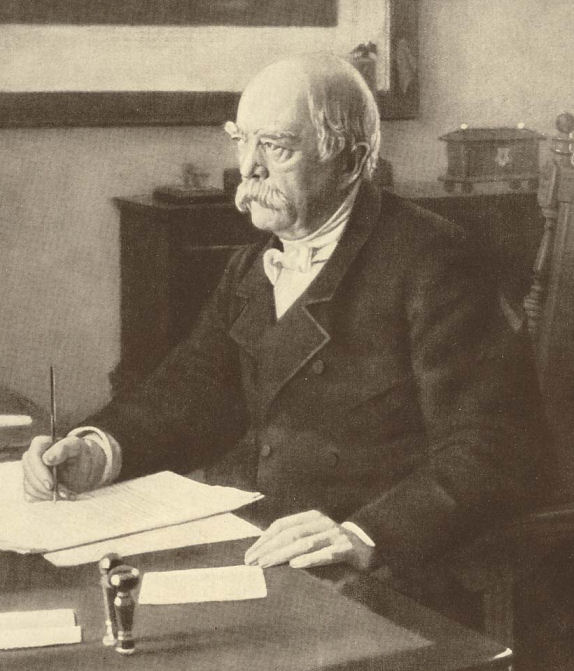
Otto von Bismarck à sa table de travail, en 1886. Bismarck est ministre-président et ministre des Affaires étrangères du royaume de Prusse de 1862 à 1890, ainsi que chancelier confédéral de 1867 à 1871, avant de devenir chancelier impérial entre 1871 et 1890.

Le chancelier impérial (en allemand : Reichskanzler) est le ministre chargé de mener la politique du Reich allemand durant la période impériale, entre 1871 et 1918. La fonction est créée en 1867 pour la confédération de l’Allemagne du Nord avec le titre de chancelier confédéral (Bundeskanzler) et renommée lors de la transformation constitutionnelle de 1871.
Le chancelier impérial ne dépendait constitutionnellement que de l’empereur, qui le nommait et le révoquait sans approbation parlementaire. Il était généralement assimilé à un chef de gouvernement, bien qu’il n’existât pas stricto sensu de gouvernement : c’était le seul ministre du Reich, et les diverses administrations gouvernementales étaient dirigées selon ses ordres par des hauts fonctionnaires. Le titulaire était ex officio président du Bundesrat ; il exerça également les fonctions de ministre-président de Prusse sauf en deux brèves périodes, et celles de ministre des Affaires étrangères de Prusse jusqu’en 1890.
La fonction disparut de facto en 1918, lors de la révolution de Novembre. La constitution de 1919 ressuscite le titre mais modifie les pouvoirs et attributions du titulaire, donnant au chancelier du Reich les prérogatives d'un chef du gouvernement responsable devant le Reichstag.

## Liste des titulaires
| Nom                                                        | Dates du mandat | Dates du mandat |
| ---------------------------------------------------------- | --------------- | --------------- |
| Confédération de l'Allemagne du Nord Chancelier confédéral |                 |                 |
| Prince Otto von Bismarck                                   | 01/07/1867      | 15/04/1871      |
| Empire allemand Chancelier impérial                        |                 |                 |
| Prince Otto von Bismarck                                   | 16/04/1871      | 20/03/1890      |
| Comte Leo von Caprivi                                      | 20/03/1890      | 26/10/1894      |
| Prince Chlodwig zu Hohenlohe-Schillingsfürst               | 29/10/1894      | 17/10/1900      |
| Prince Bernhard von Bülow                                  | 17/10/1900      | 14/07/1909      |
| Theobald von Bethmann Hollweg                              | 14/07/1909      | 13/07/1917      |
| Georg Michaelis                                            | 14/07/1917      | 01/11/1917      |
| Comte Georg von Hertling                                   | 01/11/1917      | 30/09/1918      |
| Prince Maximilian von Baden                                | 03/10/1918      | 09/11/1918      |
| Friedrich Ebert                                            | 09/11/1918      | 10/11/1918      |